# Dexter (Fernsehserie)/Episodenliste

Logo zur Serie

Diese Episodenliste enthält alle Episoden der US-amerikanischen Dramaserie Dexter, sortiert nach der US-amerikanischen Erstausstrahlung. Zwischen 2006 und 2013 entstanden in acht Staffeln 96 Episoden.

## Übersicht
| Staffel | Episodenanzahl | Erstausstrahlung USA | Erstausstrahlung USA | Deutschsprachige Erstausstrahlung | Deutschsprachige Erstausstrahlung |
| Staffel | Episodenanzahl | Staffelpremiere      | Staffelfinale        | Staffelpremiere                   | Staffelfinale                     |
| ------- | -------------- | -------------------- | -------------------- | --------------------------------- | --------------------------------- |
| 1       | 12             | 1. Oktober 2006      | 17. Dezember 2006    | 24. Februar 2008                  | 15. Mai 2008                      |
| 2       | 12             | 30. September 2007   | 16. Dezember 2007    | 20. Oktober 2008                  | 5. Januar 2009                    |
| 3       | 12             | 28. September 2008   | 14. Dezember 2008    | 5. Oktober 2009                   | 20. Dezember 2009                 |
| 4       | 12             | 27. September 2009   | 13. Dezember 2009    | 18. Oktober 2010                  | 24. November 2010                 |
| 5       | 12             | 26. September 2010   | 12. Dezember 2010    | 12. September 2011                | 24. Oktober 2011                  |
| 6       | 12             | 2. Oktober 2011      | 18. Dezember 2011    | 22. August 2012                   | 7. November 2012                  |
| 7       | 12             | 30. September 2012   | 16. Dezember 2012    | 20. Juni 2013                     | 5. September 2013                 |
| 8       | 12             | 30. Juni 2013        | 22. September 2013   | 19. Juni 2014                     | 4. September 2014                 |

## Staffel 1
Die Erstausstrahlung der ersten Staffel war vom 1. Oktober bis zum 17. Dezember 2006 auf dem US-amerikanischen Kabelsender Showtime zu sehen. Die deutschsprachige Erstausstrahlung sendete der deutsche Pay-TV-Sender Premiere Serie vom 24. Februar bis zum 15. Mai 2008.
| Nr. (ges.) | Nr. (St.) | Deutscher Titel                  | Originaltitel             | Erstausstrahlung USA | Deutschsprachige Erstausstrahlung (D) | Regie            | Drehbuch                            |
| --- | --------- | -------------------------------- | ------------------------- | -------------------- | ------------------------------------- | ---------------- | ----------------------------------- |
| 1 | 1         | Der Tod kommt in kleinen Stücken | Dexter                    | 1. Okt. 2006         | 24. Feb. 2008                         | Michael Cuesta   | James Manos, Jr.                    |
| Das Morddezernat, in dem Dexter als Blutspurenanalyst arbeitet, ermittelt in zwei mysteriösen Mordfällen an Frauen, deren Leichen blutleer und säuberlich zerstückelt aufgefunden werden. Dexter selbst hat ein dunkles Geheimnis: er ist ein Serienmörder, der streng nach einem angelernten Kodex handelt, der es ihm nicht erlaubt, Unschuldige zu töten. Dexter ermittelt im aktuellen Fall auf eigene Faust und findet so heraus, dass der gesuchte Mörder bei seinen Morden einen Kühllaster verwendet. Er verfolgt einen verdächtigen Laster, der ihm allerdings entkommt. Zuhause findet Dexter eine zerstückelte Barbiepuppe in seinem Kühlschrank und fühlt sich dadurch von dem Mörder zu einem Machtspiel herausgefordert. Dies bedeutet aber auch, dass der Mörder Dexters Geheimnis kennt. |           |                                  |                           |                      |                                       |                  |                                     |
| 2 | 2         | Eiskalt erwischt                 | Crocodile                 | 8. Okt. 2006         | 6. März 2008                          | Michael Cuesta   | Clyde Phillips                      |
| Dexters Stiefschwester Debra ist Undercover-Ermittlerin im Rotlicht-Milieu von Miami, strebt jedoch seit Längerem eine Versetzung in Dexters Morddezernat an. Dies erreicht sie auch, indem sie den gesuchten Kühllaster findet. Damit bekommt der Serienmörder einen Namen: der Kühllaster-Killer. Dexter folgt derweil erneut seinem Drang zu töten und lauert seinem nächsten Opfer – einem Alkoholabhängigen, der Fahrerflucht beging – auf und tötet ihn. |           |                                  |                           |                      |                                       |                  |                                     |
| 3 | 3         | Cherry on Ice                    | Popping Cherry            | 15. Okt. 2006        | 13. März 2008                         | Michael Cuesta   | Daniel Cerone                       |
| Dexter verfolgt einen kürzlich entlassenen Mörder, von dem er glaubt, dass dieser wieder rückfällig werden könnte, lässt ihn aber doch laufen. Der Stadionwächter Tony Tucci wird verdächtigt der Kühllaster-Killer zu sein, bleibt jedoch vorerst verschollen. |           |                                  |                           |                      |                                       |                  |                                     |
| 4 | 4         | Mit Hand und Fuß                 | Let’s Give the Boy a Hand | 22. Okt. 2006        | 20. März 2008                         | Robert Lieberman | Drew Z. Greenberg                   |
| Der Kühllaster-Killer positioniert amputierte Körperteile an Orten, die in Dexters Kindheit eine Rolle spielten. Dexter gelingt es, Toni Tucci lebend, jedoch mit teilweise amputierten Gliedmaßen, aufzuspüren und findet so heraus, dass dieser nur ein weiteres Opfer des Kühllaster-Killers ist. |           |                                  |                           |                      |                                       |                  |                                     |
| 5 | 5         | Das perfekte Paar                | Love American Style       | 29. Okt. 2006        | 27. März 2008                         | Robert Lieberman | Melissa Rosenberg                   |
| Debra hilft Tony Tuccis Gedächtnis auf die Sprünge und findet so Teile eines Fingerabdrucks vom Kühllaster-Killer. Gleichzeitig lernt sie im Krankenhaus, in dem Tucci nach seiner Rettung behandelt wird, den Prothesentechniker Rudy Cooper kennen, mit dem sie sich für ein Date trifft. Währenddessen sucht Dexter nach einem Schlepper, der Flüchtlinge auf offener See über Bord wirft, wenn deren Familien kein Geld zahlen. Er tötet ein Ehepaar, welches er als Schuldige ausfindig machen kann und wird dabei von einem kleinen kubanischen Jungen beobachtet. |           |                                  |                           |                      |                                       |                  |                                     |
| 6 | 6         | Ein Sturm zieht auf              | Return to Sender          | 5. Nov. 2006         | 3. Apr. 2008                          | Tony Goldwyn     | Tim Schlattmann                     |
| Eine Leiche, die Dexter im Meer versenkt hatte, liegt unversehens wieder am Tatort. Als dann ein Täterprofil erstellt wird, das genau auf Dexter zutrifft, befürchtet er seine Enttarnung. Paul, der Noch-Ehemann von Dexters Freundin Rita, kommt vorzeitig aus dem Gefängnis raus und bedrängt sie und ihre Kinder Astor und Cody. |           |                                  |                           |                      |                                       |                  |                                     |
| 7 | 7         | Freundeskreis                    | Circle of Friends         | 12. Nov. 2006        | 10. Apr. 2008                         | Steve Shill      | Daniel Cerone                       |
| Debra findet Hinweise darauf, wer der Kühllaster-Killer sein könnte. Währenddessen versucht Paul sich wieder in das Leben von Rita und seiner Kinder zu drängen, was Dexter sehr missfällt. |           |                                  |                           |                      |                                       |                  |                                     |
| 8 | 8         | Therapiestunden                  | Shrink Wrap               | 19. Nov. 2006        | 17. Apr. 2008                         | Tony Goldwyn     | Lauren Gussis                       |
| Die Staatsanwältin Vanessa Gayle wird tot in ihrer Badewanne aufgefunden, die Pistole mit ihren Fingerabdrücken liegt daneben. Die Indizien deuten auf einen Selbstmord hin, doch Dexter glaubt dies nicht und findet Gemeinsamkeiten mit zwei früheren Fällen. Er macht den Psychotherapeuten Dr. Meridian ausfindig, der mehrere seiner Patienten zu den Selbstmorden getrieben hat, und tötet ihn. |           |                                  |                           |                      |                                       |                  |                                     |
| 9 | 9         | Spuren der Vergangenheit         | Father Knows Best         | 26. Nov. 2006        | 24. Apr. 2008                         | Adam Davidson    | Melissa Rosenberg                   |
| Dexter erfährt, dass sein totgeglaubter leiblicher Vater die ganze Zeit am Leben war. Er erhält ein Schreiben, laut dem der tote Joe Driscoll ihn in seinem Testament erwähnt haben soll. Ritas Ex bedrängt sie massiv und versucht, sie zu vergewaltigen. Sie schlägt ihn in Notwehr nieder. |           |                                  |                           |                      |                                       |                  |                                     |
| 10 | 10        | Rot wie Blut                     | Seeing Red                | 3. Dez. 2006         | 1. Mai 2008                           | Michael Cuesta   | Kevin R. Maynard                    |
| Der Kühllaster-Killer wird erneut aktiv: In einem Hotelzimmer verspritzt er das gesammelte Blut seiner Opfer. In Dexter erweckt der Anblick alte Erinnerungen. Rita muss währenddessen um ihre Kinder und um das Haus bangen, da Paul sie wegen Körperverletzung angezeigt hat. Daraufhin stellt Dexter Paul eine Falle. |           |                                  |                           |                      |                                       |                  |                                     |
| 11 | 11        | Tödliche Weihnachten             | Truth Be Told             | 10. Dez. 2006        | 8. Mai 2008                           | Keith Gordon     | Drew Z. Greenberg & Tim Schlattmann |
| Der Kühllaster-Killer drapiert in einem Einkaufszentrum als Geschenke verpackte Leichenteile unter einem Weihnachtsbaum. Da die Teamleiterin LaGuerta bisher keine nennenswerten Ermittlungserfolge in den Fällen des Kühllaster-Killers vorzeigen konnte, übernimmt Doakes das Kommando. Derweil stellt sich heraus, dass Rudy Cooper, inzwischen Debras Freund, der gesuchte Killer ist. Er lockt Debra in eine Falle und entführt sie. |           |                                  |                           |                      |                                       |                  |                                     |
| 12 | 12        | Blutsbrüder                      | Born Free                 | 17. Dez. 2006        | 15. Mai 2008                          | Michael Cuesta   | Daniel Cerone & Melissa Rosenberg   |
| Angel bringt die Ermittlungen auf Rudy Coopers Spur und den Ort, an dem er Debra gefangen halten könnte. Dexter findet heraus, dass Rudy in Wahrheit sein älterer Bruder Brian ist und Debra nur entführt hat, um sie gemeinsam mit ihm zu töten, was für Dexter der erste Mord an einer unschuldigen, noch dazu, der einzigen Person darstellen würde, die ihm etwas bedeutet. Es gelingt ihm, Rudy ausfindig zu machen, Debra zu retten und seinen Bruder – wenn auch widerwillig – zu töten. |           |                                  |                           |                      |                                       |                  |                                     |

## Staffel 2
Die Erstausstrahlung der zweiten Staffel war vom 30. September bis zum 16. Dezember 2007 auf dem US-amerikanischen Kabelsender Showtime zu sehen. Die deutschsprachige Erstausstrahlung sendete der deutsche Pay-TV-Sender Premiere Film vom 20. Oktober 2008 bis zum 5. Januar 2009.
| Nr. (ges.) | Nr. (St.) | Deutscher Titel           | Originaltitel                 | Erstausstrahlung USA | Deutschsprachige Erstausstrahlung (D) | Regie          | Drehbuch                                              |
| --- | --------- | ------------------------- | ----------------------------- | -------------------- | ------------------------------------- | -------------- | ----------------------------------------------------- |
| 13 | 1         | Verflucht                 | It’s Alive!                   | 30. Sep. 2007        | 20. Okt. 2008                         | Tony Goldwyn   | Daniel Cerone                                         |
| Dexter ist nicht mehr fähig zu töten. Gefühle, die ihn seit dem Mord an seinem Bruder, dem Kühllaster-Killer, plagen und die er nicht versteht, hindern ihn daran. Nachdem sie beinahe dem Kühllaster-Killer zum Opfer fiel, nimmt Debra ihre Arbeit wieder auf, zeigt aber schnell Anzeichen, dass sie dafür noch nicht bereit ist. In der Zwischenzeit finden Taucher die Leichen von Dexters Opfern, die er im Meer entsorgt hatte. Daraufhin werden die Ermittlungen in den Bay-Harbor-Metzger-Fällen aufgenommen. |           |                           |                               |                      |                                       |                |                                                       |
| 14 | 2         | Einfach loslassen         | Waiting to Exhale             | 7. Okt. 2007         | 27. Okt. 2008                         | Marcos Siega   | Clyde Phillips                                        |
| Dexter, immer noch bemüht, seinen Killerinstinkt wiederzubeleben, jagt weiterhin den Mörder Little Chino. Debra glaubt, ihr Trauma überwunden zu haben, verliert bei ihrer Arbeit jedoch immer mehr die Kontrolle. Agent Lundy, ein hochkarätiger FBI-Agent, kommt zum Miami Metro Police Department, um dieses bei den Ermittlungen im Fall des Serienkillers Bay-Harbor-Metzger (Dexter) zu unterstützen. |           |                           |                               |                      |                                       |                |                                                       |
| 15 | 3         | Der düstere Begleiter     | An Inconvenient Lie           | 14. Okt. 2007        | 3. Nov. 2008                          | Tony Goldwyn   | Melissa Rosenberg                                     |
| Dexters Unfähigkeit, Rita bezüglich seiner nächtlichen Aktivitäten anzulügen, führt dazu, dass sie denkt, er wäre drogensüchtig. Sie droht ihm, ihn zu verlassen, wenn er nicht an einem 12-Stufen-Programm teilnimmt, um seine Sucht zu bekämpfen. Anfangs sträubt sich Dexter vor der Therapie, geht letztlich aus Angst, Rita zu verlieren, doch hin und lernt dort die attraktive Lila kennen. |           |                           |                               |                      |                                       |                |                                                       |
| 16 | 4         | Hitzewelle                | See-Through                   | 21. Okt. 2007        | 10. Nov. 2008                         | Nick Gomez     | Scott Buck                                            |
| Als Teil seiner Therapie als (vermeintlicher) Drogenabhängiger wird Lila Dexters Betreuerin. Rita reagiert eifersüchtig. Als ihre ihr entfremdete Mutter zu Besuch kommt, werden die Dinge für Rita noch schlimmer. In der Zwischenzeit versucht Dexter, einen Weg zu finden, um den cleveren FBI-Agenten Lundy von seiner Spur abzubringen. |           |                           |                               |                      |                                       |                |                                                       |
| 17 | 5         | Superhelden               | The Dark Defender             | 28. Okt. 2007        | 17. Nov. 2008                         | Keith Gordon   | Tim Schlattmann                                       |
| Dexter findet heraus, dass der Mann, der seine Mutter vor seinen Augen umgebracht hat, noch immer lebt. Als er mit Lila über diese Informationen spricht, schlägt sie vor, diesem Mann als Teil seiner „Sucht“-Therapie gegenüberzutreten – sie besteht darauf, ihn zu begleiten. Doch als Dexter den Mörder seiner Mutter findet, trifft er, getrieben vom Drang zu töten, eine schwerwiegende, impulsive Entscheidung.                                                                                               |           |                           |                               |                      |                                       |                |                                                       |
| 18 | 6         | Dex, Lügen und Video      | Dex, Lies, and Videotape      | 4. Nov. 2007         | 24. Nov. 2008                         | Nick Gomez     | Lauren Gussis                                         |
| Dexter ist verärgert über einen Nachahmungstäter, der begonnen hat, in Miami Selbstjustiz zu üben. Dexter tötet ihn und findet sich nach einem Streit mit Rita in den Armen von Lila wieder. |           |                           |                               |                      |                                       |                |                                                       |
| 19 | 7         | Das Manifest des Metzgers | That Night, a Forest Grew     | 11. Nov. 2007        | 1. Dez. 2008                          | Jeremy Podeswa | Daniel Cerone                                         |
| Ein Manifest, geschrieben vom Bay-Harbor-Metzger, bringt Verwirrung in die Spezialeinheit, die den Killer fassen soll. Das ist Teil von Dexters Plan, um Agent Lundy von seiner Spur fernzuhalten. Doch als Lilas Verhalten Dexters Privatleben negativ beeinflusst, entwickeln sich die Dinge nicht zu Dexters Gunsten. |           |                           |                               |                      |                                       |                |                                                       |
| 20 | 8         | Falsches Spiel            | Morning Comes                 | 18. Nov. 2007        | 8. Dez. 2008                          | Keith Gordon   | Scott Buck                                            |
| Nach einem Feuer in Lilas Wohnung bemerkt Dexter, dass es von Lila gelegt wurde, um ihn an sie zu binden. Dexter beschließt, dass „Entzug“ nichts für ihn ist. Dexter sucht den Mörder seiner Mutter auf, den er bei seinem Besuch vor einigen Wochen am Leben ließ, und tötet ihn in dessen Drogenhändlerhütte. Debra und Lundy gehen eine Beziehung miteinander ein. |           |                           |                               |                      |                                       |                |                                                       |
| 21 | 9         | Widerstand ist zwecklos   | Resistance Is Futile          | 25. Nov. 2007        | 15. Dez. 2008                         | Marcos Siega   | Melissa Rosenberg                                     |
| Die Polizei findet Dexters Trophäen in Doakes Wagen, die Doakes zuvor in dessen Wohnung fand. Dexter versucht, mehr Abstand zu Lila zu bekommen, muss aber feststellen, dass sie nicht bereit ist, ihre Beziehung aufzugeben. |           |                           |                               |                      |                                       |                |                                                       |
| 22 | 10        | Die Wahrheit über Harry   | There’s Something About Harry | 2. Dez. 2007         | 22. Dez. 2008                         | Steve Shill    | Scott Reynolds                                        |
| Dexter überwältigt Doakes und sperrt ihn in die verlassene Drogenhändlerhütte. Durch Hinweise von Doakes erfährt Dexter, dass dessen Pflegevater Harry, der ihn seinen Tötungs-Kodex lehrte, seinetwegen Selbstmord verübt hat. Währenddessen erlaubt Rita Dexter, wieder an ihrem Leben teilzuhaben. |           |                           |                               |                      |                                       |                |                                                       |
| 23 | 11        | Entscheidungen            | Left Turn Ahead               | 9. Dez. 2007         | 29. Dez. 2008                         | Marcos Siega   | Scott Buck & Tim Schlattmann                          |
| Lundy zieht die Schlinge um Dexter immer enger zu, während Lila versucht, diesen zu erpressen, um so seine Liebe wieder zu gewinnen. Dexter überlegt derweil, sich zu stellen, entscheidet sich aber dann doch dagegen. Lila findet den eingesperrten Doakes. |           |                           |                               |                      |                                       |                |                                                       |
| 24 | 12        | Amour Fou                 | The British Invasion          | 16. Dez. 2007        | 5. Jan. 2009                          | Steve Shill    | Daniel Cerone Idee: Daniel Cerone & Melissa Rosenberg |
| Lila versteht, wer Dexter ist und setzt aus Liebe zu ihm die Hütte in Brand, wobei Doakes stirbt. Lundy und das FBI halten ihn für den Bay-Harbor-Metzger und schließen den Fall ab. Nur LaGuerta äußert Zweifel, die allseits ungehört bleiben. Lila ist nach Paris geflüchtet, wo Dexter sie findet und umbringt. |           |                           |                               |                      |                                       |                |                                                       |

## Staffel 3
Die Erstausstrahlung der dritten Staffel war vom 28. September bis zum 14. Dezember 2008 auf dem US-amerikanischen Kabelsender Showtime zu sehen. Die deutschsprachige Erstausstrahlung sendete der deutsche Pay-TV-Sender Sky vom 5. Oktober bis zum 21. Dezember 2009.
| Nr. (ges.) | Nr. (St.) | Deutscher Titel            | Originaltitel              | Erstausstrahlung USA | Deutschsprachige Erstausstrahlung (D) | Regie            | Drehbuch                               |
| --- | --------- | -------------------------- | -------------------------- | -------------------- | ------------------------------------- | ---------------- | -------------------------------------- |
| 25 | 1         | Ein neuer Kodex            | Our Father                 | 28. Sep. 2008        | 5. Okt. 2009                          | Keith Gordon     | Clyde Phillips                         |
| Dexter will einen Drogendealer und Mörder namens „Freebo“ umbringen. Doch dieser kann entkommen, wobei Dexter unbeabsichtigt einen Dritten tötet, der anwesend ist und ihn angreift. Daraufhin hat Dexter Schuldgefühle, da er zum ersten Mal jemanden getötet hat, von dem er nicht weiß, ob er es im Rahmen seines Kodex' „verdient“. Der Tote ist der Bruder des Bezirksstaatsanwalts Miguel Prado. Rita bemerkt, dass sie schwanger ist. |           |                            |                            |                      |                                       |                  |                                        |
| 26 | 2         | Auf der Suche nach Freebo  | Finding Freebo             | 5. Okt. 2008         | 12. Okt. 2009                         | Marcos Siega     | Melissa Rosenberg                      |
| Dexter hat Schwierigkeiten, seine Rolle als werdender Vater zu akzeptieren. Er kann sich nicht vorstellen, ein guter Vater zu sein. Währenddessen bahnt sich ein neuer Fall für das Miami Metro an, als eine Leiche mit teilweise abgeschälter Haut gefunden wird. Miguel macht, wie Dexter, Jagd auf Freebo, da er wie die Polizei davon ausgeht, dass dieser seinen Bruder getötet hat. Er überrascht Dexter, nachdem dieser Freebo getötet hat, lässt ihn aber laufen und gesteht ihm, dass er dankbar dafür ist.                                                                                     |           |                            |                            |                      |                                       |                  |                                        |
| 27 | 3         | Jagdinstinkt               | The Lion Sleeps Tonight    | 12. Okt. 2008        | 19. Okt. 2009                         | John Dahl        | Scott Buck                             |
| Dexter überlegt, den Kodex seines Vaters auf andere Personengruppen zu erweitern, da er entdeckt, dass Astor von einem Pädophilen verfolgt und fotografiert wird. Währenddessen wird ein weiteres Mordopfer des „Häuters“ gefunden. Debra bietet Dexter Hilfe und Rat an, nachdem dieser ihr erzählt, dass Rita schwanger ist. |           |                            |                            |                      |                                       |                  |                                        |
| 28 | 4         | Rollenspiele               | All in the Family          | 19. Okt. 2008        | 26. Okt. 2009                         | Keith Gordon     | Adam E. Fierro                         |
| Dexter macht Rita einen halbherzigen Antrag, den sie ablehnt, da sie sieht, dass er es nicht wirklich ernst meint. Angel macht peinliche Bekanntschaft mit einer Undercover-Polizistin, die sich als Prostituierte ausgibt. |           |                            |                            |                      |                                       |                  |                                        |
| 29 | 5         | Abstecher nach Bimini      | Turning Biminese           | 26. Okt. 2008        | 2. Nov. 2009                          | Marcos Siega     | Tim Schlattmann                        |
| Dexter will einen mehrfachen Frauenmörder erledigen. Während er ihm nachstellt, wird Rita wegen Komplikationen ins Krankenhaus eingeliefert, doch Dexter ist nicht aufzufinden. Miguel entdeckt Dexters Geheimnis. |           |                            |                            |                      |                                       |                  |                                        |
| 30 | 6         | Teamwork                   | Sí Se Puede                | 2. Nov. 2008         | 9. Nov. 2009                          | Ernest Dickerson | Charles H. Eglee                       |
| Miguel und Dexter freunden sich zunehmend an. Miguel behauptet, Dexters Ansichten zu teilen, was die Ermordung von Straftätern betrifft und bietet sogar seine Hilfe an. Dexter ist skeptisch, lässt sich aber letztlich auf einen Versuch ein, bei dem sie gemeinsam den Mörder und Neonazi Clemson Galt aus dem Gefängnis befreien, so dass Dexter ihn anschließend töten kann. Dexter ist glücklich, endlich einen Freund zu haben, auch wenn er ihn an seinem eigentlichen Tötungsritual noch nicht teilnehmen lässt.                                                                                |           |                            |                            |                      |                                       |                  |                                        |
| 31 | 7         | Ein Akt der Gnade          | Easy as Pie                | 9. Nov. 2008         | 16. Nov. 2009                         | Steve Shill      | Lauren Gussis                          |
| Miguel schlägt Dexter als neues Opfer Ellen Wulf vor. Dexter lehnt ab, da es sich nicht mit dem Kodex vereinbaren lässt. Weil Miguel zunehmend weniger Zeit zuhause verbringt, verdächtigt ihn seine Ehefrau, eine Affäre zu haben und vertraut sich Rita an. |           |                            |                            |                      |                                       |                  |                                        |
| 32 | 8         | Schmetterlingseffekt       | The Damage a Man Can Do    | 16. Nov. 2008        | 23. Nov. 2009                         | Marcos Siega     | Scott Buck                             |
| Debra kommt im Fall des „Häuters“ weiter und vermutet, dass der Mörder ein Palmentrimmer ist. Weiterhin findet sie heraus, dass Anton kein offizieller Informant der Polizei ist und Quinn ihn offenbar aus eigener Tasche bezahlt. Als Anton dies erfährt, verschwindet er kurz danach spurlos. Miguel hat seinen Plan, Ellen Wulf zu töten, nicht aufgegeben und ermordet sie ohne Dexters Wissen in ihrem Haus. |           |                            |                            |                      |                                       |                  |                                        |
| 33 | 9         | Die Geister, die ich rief… | About Last Night           | 23. Nov. 2008        | 30. Nov. 2009                         | Tim Hunter       | Melissa Rosenberg Idee: Scott Reynolds |
| Nachdem klar ist, dass Ellen Wulf verschwunden ist, ist Dexter überzeugt, dass Miguel sie getötet hat und ist verärgert wegen der Verletzung von Harrys Kodex. Er erkennt, dass Miguel nie ehrlich zu ihm war und ihm gar nicht vertraut hat, sondern ihn nur ausnutzen wollte. Debra findet heraus, dass Anton vom „Häuter“ entführt wurde, den die Polizei mittlerweile als den Palmentrimmer George King identifiziert hat. Inzwischen ist das Motiv für die Morde klar: King ist auf der Suche nach Freebo, der ihm noch Geld schuldet und von dem er nicht weiß, dass er von Dexter ermordet wurde. |           |                            |                            |                      |                                       |                  |                                        |
| 34 | 10        | Ende einer Freundschaft    | Go Your Own Way            | 30. Nov. 2008        | 7. Dez. 2009                          | John Dahl        | Tim Schlattmann                        |
| Dexter findet in Miguels Haus den Ring von Ellen Wulf, den Miguel als Trophäe des Mordes behalten hat und nimmt ihn als Druckmittel gegen Miguel mit. Debra kann Anton mit Quinns Hilfe retten, bevor der „Häuter“ ihn töten kann. Auch für Miguel ist die Freundschaft mit Dexter vorbei und er setzt den „Häuter“ auf Dexter an. |           |                            |                            |                      |                                       |                  |                                        |
| 35 | 11        | Adios, Amigo               | I Had a Dream              | 7. Dez. 2008         | 14. Dez. 2009                         | Marcos Siega     | Charles H. Eglee & Lauren Gussis       |
| Dexter plant, Miguel zu töten. LaGuerta befürchtet, dass Miguel Ellen Wulf getötet hat und nimmt Proben aus dem Kofferraum von dessen Auto. Miguel bemerkt dies und will sie als Zeugin beseitigen. Dexter kann ihn überwältigen und töten. Er weiß, dass bei Verschwinden einer prominenten Persönlichkeit lange ermittelt würde. So weicht er von seinem gewohnten Tötungsritual ab und erdrosselt Miguel in der Hoffnung, dass die Polizei ihn als das neueste Opfer des „Häuter“ ansieht. |           |                            |                            |                      |                                       |                  |                                        |
| 36 | 12        | Überlebenswille            | Do You Take Dexter Morgan? | 14. Dez. 2008        | 21. Dez. 2009                         | Keith Gordon     | Scott Buck                             |
| Dexter wird kurz vor seiner Hochzeit vom „Häuter“ gefangen genommen und festgehalten. In einem kurzen, heftigen Kampf, bei dem Dexter sich den Arm bricht, kann er ihn aber töten und vor ein ankommendes Polizeiauto werfen, sodass es nach einem Selbstmord aussieht. Dexter kann unerkannt flüchten und erscheint gerade noch rechtzeitig zu seiner Hochzeit. |           |                            |                            |                      |                                       |                  |                                        |

## Staffel 4
Die Erstausstrahlung der vierten Staffel war vom 27. September bis zum 13. Dezember 2009 auf dem US-amerikanischen Kabelsender Showtime zu sehen. Die deutschsprachige Erstausstrahlung sendete der deutsche Pay-TV-Sender Sky vom 18. Oktober bis zum 22. November 2010 in Doppelfolgen.
| Nr. (ges.) | Nr. (St.) | Deutscher Titel                  | Originaltitel        | Erstausstrahlung USA | Deutschsprachige Erstausstrahlung (D) | Regie            | Drehbuch                                                                |
| --- | --------- | -------------------------------- | -------------------- | -------------------- | ------------------------------------- | ---------------- | ----------------------------------------------------------------------- |
| 37 | 1         | Ein Leben wie im Traum           | Living the Dream     | 27. Sep. 2009        | 18. Okt. 2010                         | Marcos Siega     | Clyde Phillips                                                          |
| Eine junge Frau wird in ihrer Badewanne ermordet. Der Fall scheint mit weiteren, ähnlichen Morden in Verbindung zu stehen. Dexter und Rita sind inzwischen Eltern eines Sohnes, Harrison, geworden und in ein neues Haus in einem idyllischen Vorort Miamis gezogen. Dexter findet sich jedoch schwer in seinem neuen Leben zurecht, vor allem aber leidet er unter dem zunehmenden Schlafentzug. Dies führt schließlich dazu, dass Dexter nach einem Mord am Steuer einschläft und einen Unfall baut. |           |                                  |                      |                      |                                       |                  |                                                                         |
| 38 | 2         | Hängepartie                      | Remains to Be Seen   | 4. Okt. 2009         | 18. Okt. 2010                         | Brian Kirk       | Charles H. Eglee                                                        |
| Nach seinem Unfall kann Dexter sich nicht mehr erinnern, was er mit der Leiche seines letzten Opfers gemacht hat und sucht diese. Agent Lundy kehrt zurück und jagt den „Trinity-Killer“, dessen Mordserie sich seit Jahrzehnten über die gesamten USA erstreckt. |           |                                  |                      |                      |                                       |                  |                                                                         |
| 39 | 3         | Vandalenjagd                     | Blinded By the Light | 11. Okt. 2009        | 25. Okt. 2010                         | Marcos Siega     | Scott Buck                                                              |
| Dexter versucht sich gut in die neue Nachbarschaft einzugliedern, da er nicht als Außenseiter gelten und damit für Misstrauen sorgen will. Trinity begeht indessen einen weiteren Mord, bei dem er eine junge Mutter in den Selbstmord treibt. |           |                                  |                      |                      |                                       |                  |                                                                         |
| 40 | 4         | Sucht nach Freiheit              | Dex Takes a Holiday  | 18. Okt. 2009        | 25. Okt. 2010                         | John Dahl        | Melissa Rosenberg & Wendy West                                          |
| Rita und die Kinder verreisen für einige Tage. Dexter möchte die Zeit nutzen, um sich eine Frau vorzunehmen, die ihre gesamte Familie ermordet hat. Debra und Lundy suchen den Trinity-Killer, verbringen die Nacht gemeinsam und werden am Morgen beide angeschossen. |           |                                  |                      |                      |                                       |                  |                                                                         |
| 41 | 5         | Dirty Harry                      | Dirty Harry          | 25. Okt. 2009        | 1. Nov. 2010                          | Keith Gordon     | Tim Schlattmann                                                         |
| Debra ist verletzt, Lundy tot. Dexter vermutet, dass der Trinity-Killer auf sie geschossen hat. Er findet den Serienmörder und erfährt, dass dieser ein Doppelleben als scheinbar liebevoller Familienvater und kaltblütiger Killer führt. |           |                                  |                      |                      |                                       |                  |                                                                         |
| 42 | 6         | Familienväter                    | If I Had a Hammer    | 1. Nov. 2009         | 1. Nov. 2010                          | Romeo Tirone     | Lauren Gussis                                                           |
| Dexter versucht herauszufinden, wie Arthur Mitchell sein Doppelleben unter einen Hut bringt und freundet sich unter einem falschen Namen mit ihm an. Mit diesem Wissen will er seine Familie, die auseinanderzubröckeln droht, aufrechterhalten. |           |                                  |                      |                      |                                       |                  |                                                                         |
| 43 | 7         | Models, Morde, Missverständnisse | Slack Tide           | 8. Nov. 2009         | 8. Nov. 2010                          | Tim Hunter       | Scott Buck                                                              |
| An Debras erstem Arbeitstag nach der Schussverletzung wird der Arm einer toten Frau gefunden. Dexter setzt den Hauptverdächtigen ganz oben auf seine Liste, lauert dem vermeintlich Schuldigen auf und tötet ihn. Kurz darauf stellt Dexter jedoch entsetzt fest, dass ein Anderer die Morde begangen hat. |           |                                  |                      |                      |                                       |                  |                                                                         |
| 44 | 8         | Bereuen ist menschlich           | Road Kill            | 15. Nov. 2009        | 8. Nov. 2010                          | Ernest Dickerson | Melissa Rosenberg & Scott Reynolds                                      |
| Dexter plagen Schuldgefühle, da er einen Unschuldigen ermordet hat. Er will den Trinity-Killer so schnell wie möglich töten. Doch es kommt anders, als er es geplant hat, und schließlich rettet Dexter seinem potentiellen Opfer sogar das Leben. |           |                                  |                      |                      |                                       |                  |                                                                         |
| 45 | 9         | Das Fest der Dankbarkeit         | Hungry Man           | 22. Nov. 2009        | 15. Nov. 2010                         | John Dahl        | Wendy West                                                              |
| Rita will eine Thanksgiving-Tradition mit einem großen Essen beginnen. Dexter hingegen nimmt am Thanksgiving-Essen des Trinity-Killers teil und entdeckt, dass Arthur seine Familie tyrannisiert und unterdrückt. |           |                                  |                      |                      |                                       |                  |                                                                         |
| 46 | 10        | Die Unschuld eines Kindes        | Lost Boys            | 29. Nov. 2009        | 15. Nov. 2010                         | Keith Gordon     | Charles H. Eglee & Tim Schlattmann                                      |
| Dexter beobachtet, wie Arthur Mitchell einen Jungen entführt, was allerdings nicht zum 3er-Zyklus des Trinity-Killers passt. Es stellt sich heraus, dass Mitchell immer vier Personen tötet – die vermissten Jungen hatte niemand in Verbindung mit den anderen Opfern gebracht. Dexter gelingt es, den Jungen zu retten. |           |                                  |                      |                      |                                       |                  |                                                                         |
| 47 | 11        | Hallo, Dexter Morgan             | Hello, Dexter Morgan | 6. Dez. 2009         | 22. Nov. 2010                         | SJ Clarkson      | Scott Buck & Lauren Gussis                                              |
| Die Polizei verhört ohne Erfolg Christine Hill, Mitchells Tochter, und muss sie wieder gehen lassen. Christine hatte auf Debra und Lundy geschossen. Kurz nach ihrer Entlassung bringt sie sich vor Debras Augen um. Mitchell jagt „Kyle Butler“ und erfährt so, dass dies nicht die wahre Identität seines „Freundes“ ist, und spürt Dexter auf. |           |                                  |                      |                      |                                       |                  |                                                                         |
| 48 | 12        | Die Schlinge zieht sich zu       | The Getaway          | 13. Dez. 2009        | 22. Nov. 2010                         | Steve Shill      | Wendy West & Melissa Rosenberg Idee: Scott Reynolds & Melissa Rosenberg |
| Dexter gelingt es, Arthur Mitchell zu fangen und zu töten. Nach der Entsorgung der Leiche findet er zuhause Rita ermordet in der Badewanne vor. Sie wurde Trinitys letztes Opfer. |           |                                  |                      |                      |                                       |                  |                                                                         |

## Staffel 5
Die Erstausstrahlung der fünften Staffel war vom 26. September bis zum 12. Dezember 2010 auf dem US-amerikanischen Kabelsender Showtime zu sehen. Die deutschsprachige Erstausstrahlung sendete der deutsche Pay-TV-Sender Sky vom 12. September bis zum 24. Oktober 2011 in Doppelfolgen.
| Nr. (ges.) | Nr. (St.) | Deutscher Titel                | Originaltitel             | Erstausstrahlung USA | Deutschsprachige Erstausstrahlung (D) | Regie            | Drehbuch                                         |
| --- | --------- | ------------------------------ | ------------------------- | -------------------- | ------------------------------------- | ---------------- | ------------------------------------------------ |
| 49 | 1         | Auf Wiedersehen, Rita Bennett! | My Bad                    | 26. Sep. 2010        | 12. Sep. 2011                         | Steve Shill      | Chip Johannessen                                 |
| Dexter versucht, Ritas Tod zu verarbeiten. Er tötet auf brutale Weise einen Mann und merkt, dass er Rita auf seine Art geliebt hat und sie vermisst. |           |                                |                           |                      |                                       |                  |                                                  |
| 50 | 2         | Auf der Fährte                 | Hello Bandit              | 3. Okt. 2010         | 12. Sep. 2011                         | John Dahl        | Scott Buck                                       |
| Dexter entdeckt, dass ein Straßenarbeiter, Boyd, mehrere Frauen umgebracht hat. Astor und Cody entscheiden sich, zu ihren Großeltern zu ziehen, während Dexter mit Harrison zurück in seine alte Wohnung zieht, in der inzwischen Debra wohnt. |           |                                |                           |                      |                                       |                  |                                                  |
| 51 | 3         | Das Gefühl der Leere           | Practically Perfect       | 10. Okt. 2010        | 19. Sep. 2011                         | Ernest Dickerson | Manny Coto                                       |
| Dexter lauert Boyd auf und bringt ihn in dessen Haus um. Dabei bemerkt Dexter, dass er von Boyds weiterem, gefangenem Opfer beobachtet wurde. Er muss sich um die völlig verängstigte, verletzte Frau kümmern. |           |                                |                           |                      |                                       |                  |                                                  |
| 52 | 4         | Der Mörder und das Biest       | Beauty and the Beast      | 17. Okt. 2010        | 19. Sep. 2011                         | Milan Cheylov    | Jim Leonard                                      |
| Dexter hält Boyds Opfer Lumen gefangen und versucht, ihr Vertrauen zu gewinnen. Sie behauptet, dass Boyd kein Einzeltäter war und sie von mehreren Männern missbraucht wurde. Da ihr fast die gesamte Zeit über die Augen verbunden waren, kennt sie weder die Gesichter, noch die genaue Zahl ihrer Peiniger. |           |                                |                           |                      |                                       |                  |                                                  |
| 53 | 5         | Gier nach Vergeltung           | First Blood               | 24. Okt. 2010        | 26. Sep. 2011                         | Romeo Tirone     | Tim Schlattmann                                  |
| Dexter versucht, Lumen dazu zu überreden, nach Hause zu gehen. Nach einigen Überlegungen entscheidet sie sich dagegen. |           |                                |                           |                      |                                       |                  |                                                  |
| 54 | 6         | Alles ist illuminiert          | Everything Is Illumenated | 31. Okt. 2010        | 26. Sep. 2011                         | Steve Shill      | Wendy West                                       |
| Lumen schießt einen Mann, in dem sie einen ihrer Peiniger vermutet, an. Sie ruft Dexter zur Hilfe. Gemeinsam töten sie ihn endgültig, als er sich durch ein warnendes Telefonat mit einem Mittäter verrät. Dexter beschließt, Lumen dabei zu helfen, sich an allen ihren Peinigern zu rächen. |           |                                |                           |                      |                                       |                  |                                                  |
| 55 | 7         | Das Licht in der Dunkelheit    | Circle Us                 | 7. Nov. 2010         | 10. Okt. 2011                         | John Dahl        | Scott Buck                                       |
| Ein Peiniger Lumens versucht, die Leichen der Opfer seiner Bande zu verstecken, baut dabei aber einen Verkehrsunfall, wodurch die Ermittlungen zu den „Barrel-Girls“-Mordfällen ins Rollen gebracht werden. Da Lumen den Peiniger erkennt, lenkt Dexter die Ermittlungen zu Boyd. Ein Versuch die Fuentes-Brüder festzunehmen, endet für Debra in einer Schießerei. |           |                                |                           |                      |                                       |                  |                                                  |
| 56 | 8         | Hol’s dir!                     | Take It                   | 14. Nov. 2010        | 10. Okt. 2011                         | Romeo Tirone     | Manny Coto & Wendy West                          |
| Dexter tötet Cole während Lumen anwesend ist. LaGuerta schiebt die Schuld der Club-Schießerei Debra zu. Quinn setzt den Ermittler Liddy auf Dexter an, da er ihn mit dem Mord an Rita in Verbindung bringt. |           |                                |                           |                      |                                       |                  |                                                  |
| 57 | 9         | Kein guter Tag                 | Teenage Wasteland         | 21. Nov. 2010        | 17. Okt. 2011                         | Ernest Dickerson | Lauren Gussis                                    |
| Astor taucht mit einer Freundin bei Dexter auf. Sie sind von Zuhause abgehauen, weil die Freundin von ihrem Stiefvater misshandelt wird. Debra findet heraus, dass im Fall Barrel-Girls, Boyd nicht der einzige Täter war. |           |                                |                           |                      |                                       |                  |                                                  |
| 58 | 10        | Nummer 13                      | In the Beginning          | 28. Nov. 2010        | 17. Okt. 2011                         | Keith Gordon     | Scott Reynolds                                   |
| Bei den Ermittlungen zu Barrel-Girls stellt die Polizei fest, dass alle Täter verschwunden sind. Lumen und Dexter finden einen weiteren Mittäter Boyds und töten ihn. Liddy verwanzt Dexters Wohnung mit Kameras, und hört und beobachtet ihn von einem Überwachungswagen aus ab. |           |                                |                           |                      |                                       |                  |                                                  |
| 59 | 11        | Verliebte Rächer               | Hop a Freighter           | 5. Dez. 2010         | 24. Okt. 2011                         | John Dahl        | Scott Buck & Tim Schlattman Idee: Karen Campbell |
| Dexter entdeckt die von Liddy versteckten Kameras und tötet ihn. Der Verdacht fällt auf Quinn. Jordan, der letzte ihrer Peiniger, lockt Lumen in eine Falle und entführt sie. |           |                                |                           |                      |                                       |                  |                                                  |
| 60 | 12        | Das Eine und das Andere        | The Big One               | 12. Dez. 2010        | 24. Okt. 2011                         | Steve Shill      | Chip Johannessen & Manny Coto                    |
| Dexter wird von Jordan Chase entführt und zu Lumen gebracht. Dexter überwältigt Chase, Lumen tötet ihn. Debra kommt derweil auf die Fährte von Chase und findet dessen Leiche, während Dexter und Lumen hinter einer Plane noch dabei sind, den Tatort aufzuräumen. Zu Dexters Erstaunen, lässt Debra sie laufen (ohne sie zu erkennen). Lumen verlässt Dexter, weil sie nicht mehr den Drang zu töten spürt. Die Staffel endet mit der ersten Geburtstagsfeier von Harrison. |           |                                |                           |                      |                                       |                  |                                                  |

## Staffel 6
Die Erstausstrahlung der sechsten Staffel war vom 2. Oktober bis zum 18. Dezember 2011 auf dem US-amerikanischen Kabelsender Showtime zu sehen. Die deutschsprachige Erstausstrahlung sendete der deutsche Pay-TV-Sender Sky Atlantic HD vom 22. August bis zum 7. November 2012.
| Nr. (ges.) | Nr. (St.) | Deutscher Titel           | Originaltitel                  | Erstausstrahlung USA | Deutschsprachige Erstausstrahlung (D) | Regie            | Drehbuch                                      |
| --- | --------- | ------------------------- | ------------------------------ | -------------------- | ------------------------------------- | ---------------- | --------------------------------------------- |
| 61 | 1         | Sieben Schlangen          | Those Kinds of Things          | 2. Okt. 2011         | 22. Aug. 2012                         | John Dahl        | Scott Buck                                    |
| Dexter kommt mit seinem Leben inzwischen gut zurecht. Mehrere erfolgreiche Tötungen sind zu sehen. Er versucht, Harrison in einer katholischen Vorschule anzumelden. Eine neue Mordserie scheint sich anzubahnen: Zwei Männer töten einen Obstverkäufer, weiden ihn aus und füllen seine Bauchhöhle mit sieben Schlangen. Sie erwähnen, dass „Es“ gerade erst begonnen hat. LaGuerta und Angel haben sich scheiden lassen, behalten aber weiterhin ein freundschaftliches Verhältnis bei. Quinn plant, Debra einen Heiratsantrag zu machen. |           |                           |                                |                      |                                       |                  |                                               |
| 62 | 2         | Der gute Hirte            | Once Upon a Time…              | 9. Okt. 2011         | 29. Aug. 2012                         | SJ Clarkson      | Tim Schlattmann                               |
| Debra zeigt sich entsetzt über Quinns Heiratsantrag, den sie ablehnt. Daraufhin kommt es zu einem großen Streit und schließlich zur Trennung. Polizeichef Matthews will Debra an Angels Stelle zum Lieutenant und damit zur Chefin des Miami Metro machen. Mit Angels Segen sagt Debra dem Angebot zu und wird zum Lieutenant ernannt. Dexter stellt „Bruder Sam“, einem Mörder und Ex-Häftling, nach, der scheinbar zum Glauben gefunden hat und vorgibt, sich geändert zu haben. Er erfährt, dass dies zutrifft. |           |                           |                                |                      |                                       |                  |                                               |
| 63 | 3         | Die Rückkehr der Zahnfee  | Smokey and the Bandit          | 16. Okt. 2011        | 5. Sep. 2012                          | Stefan Schwartz  | Manny Coto                                    |
| Dexter stellt einem Serienkiller nach, der in einem Altersheim lebt. Er erweist sich jedoch schwieriger zu erledigen, als gedacht. Debra hat inzwischen ihre ersten Meetings als Lieutenant zu leiten. Sie will zudem einen neuen Detective einstellen, der ihre alte Stelle übernehmen soll. Die neuen Killer töten erneut ein Opfer und lassen dessen Körperteile auf Pferde gebunden herumtraben. |           |                           |                                |                      |                                       |                  |                                               |
| 64 | 4         | Die Reiter der Apokalypse | A Horse of a Different Color   | 23. Okt. 2011        | 12. Sep. 2012                         | John Dahl        | Lauren Gussis                                 |
| Der neue Detective Anderson erweist sich als sehr hilfreich, als er die umherlaufenden Pferde als eine Szene im Buch der Offenbarung aus der Bibel erkennt. Debra muss ihre erste Pressekonferenz bestreiten, die sie in ihrem eigenen Stil abhält. Als Harrison ins Krankenhaus muss, kommen sich Bruder Sam und Dexter näher. Die „Doomsday-Killer“, wie sie von nun an in der Öffentlichkeit bezeichnet werden, töten in einer heimtückischen Anordnung ein drittes Opfer, das ebenfalls eine Szene aus der Bibel darstellt. Dexter vermutet inzwischen, dass es zwei Killer sind, was seine Kollegen noch nicht wissen. |           |                           |                                |                      |                                       |                  |                                               |
| 65 | 5         | Der Engel des Todes       | The Angel of Death             | 30. Okt. 2011        | 19. Sep. 2012                         | SJ Clarkson      | Scott Reynolds                                |
| Das Morddezernat kommt dem älteren der beiden Killer immer näher, während sich Dexter allein an den jüngeren, Travis, heftet. Er kann diesen aufspüren, lässt ihn aber wieder laufen, nachdem Travis ihm glaubhaft machen kann, dass er bisher keines der Opfer getötet, sondern nur seinem Partner dabei geholfen hat. Quinn schläft mit einer Hochschulprofessorin, bei der schließlich Hinweise auf Gellar, den Hauptverdächtigen der Morde, gefunden werden. Debra sucht sich auf Rat der Dezernatspsychologin eine eigene Wohnung. Bruder Sam wird in seiner Werkstatt durch mehrere Schüsse niedergeschossen. |           |                           |                                |                      |                                       |                  |                                               |
| 66 | 6         | Am Scheideweg             | Just Let Go                    | 6. Nov. 2011         | 26. Sep. 2012                         | John Dahl        | Jace Richdale                                 |
| Debra hat weiterhin Probleme, sich an ihre neue Stellung im Dezernat zu gewöhnen. Sie erfährt zudem, dass Quinn mit einer wichtigen Zeugin geschlafen hat. Dexter ist auf der Spur von Nick (einem Mitarbeiter von Bruder Sam), der diesen niedergeschossen hat. Zwischenzeitlich wacht Sam kurz aus dem Koma auf und erzählt Dexter, dass er Nick verziehen habe. Er bittet Dexter, es ihm gleichzutun. Dexter will es versuchen und überbringt Nick die Nachricht von Sams Tod. Doch dieser reagiert hämisch und lacht, worauf Dexter ihn angreift und im Meer ertränkt. |           |                           |                                |                      |                                       |                  |                                               |
| 67 | 7         | Die Reise nach Nebraska   | Nebraska                       | 13. Nov. 2011        | 3. Okt. 2012                          | Romeo Tirone     | Wendy West                                    |
| Als Reaktion auf den Mord an Nick, ersetzt Dexters toter Bruder Brian vorläufig Harry als dessen „Gewissen“. Dexter erfährt, dass die Frau und Tochter von Trinity ermordet wurden. Trinitys Sohn Jonah beschuldigt seinen Vater der Tat. Da Dexter Trinity vor Jahren bereits umgebracht hat, ist er überzeugt, dass Jonah der eigentliche Täter ist und sucht diesen in Nebraska auf. Er verschont Jonah, als er dessen Schmerz erkennt und löst sich von seinem Bruder Brian. Travis sagt sich von seinem Partner Prof. Gellar los, nachdem er dessen nächstes Opfer aus Mitleid freilässt. |           |                           |                                |                      |                                       |                  |                                               |
| 68 | 8         | Die Hure Babylon          | Sin of Omission                | 20. Nov. 2011        | 10. Okt. 2012                         | Ernest Dickerson | Arika Lisanne Mittman                         |
| Debra gelingt es, die möglichen Komplizen Gellars einzugrenzen. Dexter sucht Travis auf, der ihm aber zunächst nicht helfen will, Gellar zu schnappen. Letzterer entführt kurz darauf Travis, tötet dessen Schwester und drapiert sie als Hure Babylon. Dexter spürt Gellars Versteck auf; Gellar selbst gelingt es jedoch, zu entkommen. Travis erklärt sich nunmehr bereit, Dexter zu helfen, Gellar zu töten. |           |                           |                                |                      |                                       |                  |                                               |
| 69 | 9         | Die Schalen des Zorns     | Get Gellar                     | 27. Nov. 2011        | 17. Okt. 2012                         | Seith Mann       | Karen Campbell                                |
| Während Travis und Dexter zusammenarbeiten, um Gellar zu töten, schnappt sich der „Doomsday-Killer“ ein weiteres Opfer. Die Polizei grenzt zeitgleich das Gebiet um Gellars Versteck immer mehr ein. Als Dexter und Travis ihn in seiner Kirche zur Strecke bringen wollen, offenbart sich Travis’ wahres Gesicht und Dexter geht Travis in die Falle. |           |                           |                                |                      |                                       |                  |                                               |
| 70 | 10        | Neue Jünger               | Ricochet Rabbit                | 4. Dez. 2011         | 24. Okt. 2012                         | Michael Lehmann  | Jace Richdale, Lauren Gussis & Scott Reynolds |
| Dexter findet Gellar tot in einer Tiefkühltruhe im Keller der Kirche. Er sieht durch ein Fenster, wie Travis mit dem imaginären Gellar redet, von dem er sich trennen und sein „Werk“ allein fortführen will. Travis nimmt Kontakt mit einem Gleichgesinnten, Steve und dessen Frau Beth auf. Sie helfen ihm, das zuvor von Travis freigelassene Opfer wieder einzufangen und auf deren Boot zu töten. Zudem trifft er erste Vorbereitungen für seine nächste Tat, einen Giftgasanschlag. Als Dexter das Boot ausfindig macht, ist nur Steve anwesend, den er ersticht. Angel Batista, der die Adresse von Steve allein kontrolliert, wird von Travis überwältigt und gefangen genommen.                                                      |           |                           |                                |                      |                                       |                  |                                               |
| 71 | 11        | Der Feuersee              | Talk to the Hand               | 11. Dez. 2011        | 31. Okt. 2012                         | Ernest Dickerson | Manny Coto & Tim Schlattmann                  |
| Travis schickt die Ehefrau von Steve mit einer Giftgas-Kartusche im Rucksack zur Polizeistation. Mit Angels Ausweis kommt sie durch einen Seiteneingang in das Gebäude. Während das Gas freigesetzt wird, kann Dexter Beth noch in einen Raum stoßen und die Türe schließen. Dort stirbt sie. Dexter lockt Travis mit einer Video-Nachricht auf sein Boot. Dort angekommen, erleidet er allerdings einen Schwächeanfall, wird von Travis überwältigt und mit dem Boot aufs offene Meer gebracht. Travis setzt Dexter in einem kleinen Rettungsboot, das mit Sprengstoff beladen ist, aus. Um das Boot herum verteilt er Benzin und zündet es an. Dexter kann sich unter Wasser vor der Explosion schützen, treibt jetzt aber im offenen Meer. |           |                           |                                |                      |                                       |                  |                                               |
| 72 | 12        | Die Säule des Lichts      | This is the Way the World Ends | 18. Dez. 2011        | 7. Nov. 2012                          | John Dahl        | Scott Buck & Wendy West                       |
| Kurz nachdem Dexter von illegalen Einwanderern aus dem Meer gerettet wird, entführt Travis seinen Sohn Harrison, um ihn auf einem Hochhaus zu opfern. Dexter rettet Harrison und schafft den bewusstlosen Travis fort. Als Dexter schließlich Travis in der Kirche tötet, wird Debra Augenzeugin des Mordes, da sie – einer Spur folgend – kurz zuvor in die Kirche hereinkam. |           |                           |                                |                      |                                       |                  |                                               |

## Staffel 7
Die Erstausstrahlung der siebten Staffel war vom 30. September bis zum 16. Dezember 2012 auf dem US-amerikanischen Kabelsender Showtime zu sehen. Die deutschsprachige Erstausstrahlung sendete der deutsche Pay-TV-Sender Sky Atlantic HD vom 20. Juni bis zum 5. September 2013.
| Nr. (ges.) | Nr. (St.) | Deutscher Titel                 | Originaltitel             | Erstausstrahlung USA | Deutschsprachige Erstausstrahlung (D) | Regie            | Drehbuch                                      |
| --- | --------- | ------------------------------- | ------------------------- | -------------------- | ------------------------------------- | ---------------- | --------------------------------------------- |
| 73 | 1         | Erschütternde Wahrheit          | Are You…?                 | 30. Sep. 2012        | 20. Juni 2013                         | John Dahl        | Scott Buck                                    |
| Nachdem Debra Dexter beim Mord an Travis in der Kirche beobachtet hat, überzeugt Dexter sie zunächst davon, in Notwehr gehandelt zu haben und bringt sie dazu, ihm bei der Beseitigung der Spuren behilflich zu sein. Debra bleibt misstrauisch und versucht, den Grund für Dexters Verhalten herauszufinden. LaGuerta findet später in der Kirche einen Objektträger mit einem Bluttropfen, der sie an den Bay-Harbor-Metzger erinnert. Unterdessen wird Detective Mike Anderson erschossen, dessen Mörder von Dexter ausfindig gemacht und getötet wird. Debra erkennt die Parallelen zwischen dem Mord an Travis und dem versuchten Mord an ihr durch den Kühllaster-Killer und bricht deswegen in Dexters Appartement ein, wo sie seine Messer und Objektträger-Sammlung findet. Die Folge endet damit, dass Dexter ihr gesteht, ein Serienmörder zu sein. |           |                                 |                           |                      |                                       |                  |                                               |
| 74 | 2         | Auf Schritt und Tritt           | Sunshine and Frosty Swirl | 7. Okt. 2012         | 27. Juni 2013                         | Steve Shill      | Manny Coto                                    |
| Debra will Dexter helfen und versucht, ihn von weiteren Morden abzuhalten, indem sie ihn rund um die Uhr beobachtet. Dexter erfährt, dass die Handprothese aus dem Kühllaster-Killer-Fall von dem Praktikanten Louis entwendet worden ist. Dexter will Louis töten, muss ihn aber laufen lassen, als Debra anruft und ihn um Hilfe bittet. Er legt Louis auf einer Parkbank ab. Währenddessen sucht der Mafiaboss Isaak Sirko seinen verschollenen Mitarbeiter Victor. |           |                                 |                           |                      |                                       |                  |                                               |
| 75 | 3         | Todeslabyrinth                  | Buck the System           | 14. Okt. 2012        | 4. Juli 2013                          | Stefan Schwartz  | Jace Richdale                                 |
| Ein Frauenmörder treibt sein Unwesen. Die Beweise gegen ihn reichen weder für einen Durchsuchungsbefehl, noch für eine Verhaftung aus. Debra beschattet daraufhin den Täter und überrascht ihn bei einem weiteren Opfer. Der Täter kann jedoch fliehen. Debra erkennt dadurch, dass die Handlungen Dexters ein notwendiges Übel sind. Der Praktikant Louis will sich an Dexter rächen und sein Boot versenken. Isaak, der die GPS-Spur seines von Dexter getöteten Angestellten verfolgt, findet ebenfalls das Boot, erfährt von Louis, dass Dexter der Eigentümer des Bootes ist und tötet Louis. |           |                                 |                           |                      |                                       |                  |                                               |
| 76 | 4         | In Rauch aufgelöst              | Run                       | 21. Okt. 2012        | 11. Juli 2013                         | John Dahl        | Wendy West                                    |
| Dexter lässt sich auf ein Spiel mit dem Frauenmörder ein, wobei Dexter der Gejagte ist. Er kann jedoch entkommen. Einige Zeit später stellt Dexter ihm eine Falle und schlägt ihn mit einer Schaufel bewusstlos. Im Krematorium rammt ihm Dexter einen Pfahl ins Herz und verbrennt ihn anschließend. Isaak zwingt einen seiner Mitarbeiter zu einem schriftlichen Geständnis für den Mord an Mike Anderson und anschließend zum Selbstmord, damit die Polizei die Ermittlungen in dem Fall einstellt. |           |                                 |                           |                      |                                       |                  |                                               |
| 77 | 5         | Kampfansage                     | Swim Deep                 | 28. Okt. 2012        | 18. Juli 2013                         | Ernest Dickerson | Scott Reynolds                                |
| Dexter findet heraus, dass jemand auf seinem Boot ermordet wurde. Isaak versucht erfolglos, Dexter eine Falle zu stellen und wird schließlich selbst verhaftet. Im Gefängnis droht er Dexter seine Rache an. Hannah, eine ehemalige Freundin des Serienmörders Wayne Randall, mit dem sie vor Jahren gemeinsam im Stil von Bonnie und Clyde durch das Land gezogen ist, führt Dexter und das MMPD zu ihren vergrabenen Opfern. Dexter erkennt, dass Hannah einen der Morde begangen hat und konfrontiert sie damit, ohne es aber weiterzuerzählen. |           |                                 |                           |                      |                                       |                  |                                               |
| 78 | 6         | Die Sehnsucht nach Schnee       | Do the Wrong Thing        | 4. Nov. 2012         | 25. Juli 2013                         | Alik Sakharov    | Lauren Gussis                                 |
| Dexter geht weiterhin seinen Vermutungen gegenüber Hannah McKay nach und entwickelt nebenbei Gefühle für sie, die er noch nicht einzuordnen weiß. Sal Priece, ein Krimiautor, schreibt über Hannah und besorgt sich Akten über die letzten Wayne-Randall-Morde. Quinn wird durch die „Koshka“-Bruderschaft erpresst und stiehlt den Blutbeweis, der Isaak belastet. LaGuerta untersucht währenddessen weiterhin heimlich den Bay-Harbor-Metzger-Fall. Debra findet heraus, dass Dexter den Blutbericht der Wayne-Randall-Morde manipuliert hat, um so Hannah zu entlasten. Dexter verabredet sich mit Hannah, um diese zu töten, doch stattdessen schläft er mit ihr. |           |                                 |                           |                      |                                       |                  |                                               |
| 79 | 7         | Chemie                          | Chemistry                 | 11. Nov. 2012        | 1. Aug. 2013                          | Holly Dale       | Manny Coto & Karen Campbell                   |
| Isaak wird aufgrund des fehlenden Blutbeweises aus dem Gefängnis entlassen. Debra veranlasst daraufhin seine dauerhafte Überwachung. Nach einem Treffen mit Sal Priece, lässt Debra eine Exhumierung von Hannahs Ex-Mann durchführen, um die Leiche auf Gift zu untersuchen. Nachdem Sal Priece von der Beziehung zwischen Dexter und Hannah erfährt, bietet Dexter ihm Informationen über einen ungelösten Mordfall für sein Schweigen. Jedoch stirbt Priece nach einem Interview mit Hannah. Sie bestreitet im anschließenden Verhör, dass sie etwas mit dem Tod von Sal Priece zu tun hat. Debra bittet daraufhin Dexter, Hannah zu töten. |           |                                 |                           |                      |                                       |                  |                                               |
| 80 | 8         | Argentinien                     | Argentina                 | 18. Nov. 2012        | 8. Aug. 2013                          | Romeo Tirone     | Arika Lisanne Mittman                         |
| Dexter weigert sich, Debras Bitte, Hannah zu beseitigen, nachzukommen. Isaak umgeht währenddessen die polizeiliche Überwachung und versucht Dexter zu töten. Dies gelingt ihm jedoch nicht. Astor, Cody und Harrison kommen für einen Aufenthalt zu Dexter, da ihr Großvater im Krankenhaus liegt. Batista setzt seinen Traum um und kauft ein Restaurant. Die „Koshka“-Bruderschaft wendet sich währenddessen gegen Isaak. LaGuerta setzt Dexter mit dem Bay-Harbor-Metzger-Fall in Verbindung. Debra wird klar, dass Dexter und Hannah in einer Beziehung sind. Sie redet daraufhin erfolglos auf Dexter ein, der seine Beziehung zu Hannah vor Debra unbeirrt verteidigt. Nachdem Dexter Isaak aufgespürt hat, verrät Isaak, dass er und Viktor Liebhaber waren. |           |                                 |                           |                      |                                       |                  |                                               |
| 81 | 9         | Ein letzter Freundschaftsdienst | Helter Skelter            | 25. Nov. 2012        | 15. Aug. 2013                         | Steve Shill      | Tim Schlattmann                               |
| Die „Koshka“-Bruderschaft setzt zwei Killer auf Isaak an, der sich derweil in Miami versteckt. Verzweifelt entführt er Hannah um Dexter dazu zu bewegen, die Killer zu töten. Das Miami Metro beschäftigt sich währenddessen mit einigen Brandstiftungs-Morden. LaGuerta geht mit Thomas Matthews, einem Ex-Mitarbeiter der Miami Metro, einen Deal ein und bekommt seine Hilfe bei ihrer Suche nach dem wahren Bay-Harbor-Metzger. Nachdem Dexter Isaak dabei geholfen hat, beide Killer der Koshkas zu töten, wird Isaak von George angeschossen und stirbt kurz danach auf Dexters Boot an seiner Verletzung. |           |                                 |                           |                      |                                       |                  |                                               |
| 82 | 10        | Feuerteufel                     | The Dark…Whatever         | 2. Dez. 2012         | 22. Aug. 2013                         | Michael Lehmann  | Lauren Gussis, Jace Richdale & Scott Reynolds |
| Das Phantom, der Spitzname des Brandstifters, setzt seine Taten in Miami fort. Hannahs Vater taucht unerwartet auf, nachdem er aus dem Gefängnis entlassen wurde. Schnell kommt heraus, dass ihr Vater Geld geliehen haben möchte. Er erpresst Hannah damit, ihren letzten Mord aufzudecken. Dexter identifiziert den Brandstifter und übergibt ihn der Abteilung, statt ihn selbst zu töten. Nachdem George seine neue Freundin Nadia bedroht hat, erschießt Quinn diesen und fälscht das Motiv. LaGuerta und Matthews entdecken eine weitere Verbindung zwischen Dexter und den Bay-Harbor-Morden. Dexter tötet Hannahs Vater, hält es aber vor ihr geheim. |           |                                 |                           |                      |                                       |                  |                                               |
| 83 | 11        | Entscheidung eines Bruders      | Do You See What I See     | 9. Dez. 2012         | 29. Aug. 2013                         | John Dahl        | Manny Coto & Wendy West                       |
| Matthews warnt Dexter vor LaGuerta, woraufhin Dexter falsche Hinweise verteilt, um die Spur abermals von sich zu lenken. Hector Estrada, der letzte überlebende Mörder von Dexters Mutter, ist unerwartet auf Bewährung draußen. Währenddessen trifft sich Debra mit Arlene Schram, der Zeugin eines früheren Mordes von Hannah McKay und bittet sie, gegen Hannah als Zeugin auszusagen. Nach dem Besuch hat Debra einen Autounfall. Dexter findet daraufhin in Debras Wasser eine erhöhte Dosis von Beruhigungsmitteln und begreift, dass Hannah Debra töten wollte. Er gibt Debra belastende Beweise zu dem Mord an Sal Priece, woraufhin Hannah verhaftet wird. Als Dexter Estrada töten will, kommt er dahinter, dass LaGuerta dessen Freilassung veranlasst hat. |           |                                 |                           |                      |                                       |                  |                                               |
| 84 | 12        | Entscheidung einer Schwester    | Surprise, Motherfucker!   | 16. Dez. 2012        | 5. Sep. 2013                          | Steve Shill      | Scott Buck & Tim Schlattmann                  |
| Im Gefängnis gesteht Hannah Dexter, dass sie Debra vergiftet hat, weil sie fürchtete, sie könnte sich irgendwann zwischen sie drängen. Mit Hilfe einer Freundin gelingt es Hannah, aus dem Gefängnis zu fliehen und unterzutauchen. Dexter wird wegen des Mords an Hector Estrada von LaGuerta verhaftet, kommt kurz darauf aber wieder frei, da er die Beweise manipuliert hat. LaGuerta steht daraufhin als Lügnerin da. Dexter ist auf der Suche nach Estrada, der noch am Leben ist, in der Hoffnung ihn zu finden, bevor es LaGuerta tut. Währenddessen konfrontiert sie Debra mit einem Überwachungsvideo, welches Debra mit dem Mord an Travis in Verbindung bringt. Dexter beschließt, LaGuerta zu beseitigen. Nach der Tötung Estradas, lockt er sie in eine Falle, wo sie von Debra überrascht werden. LaGuerta fordert Debra auf, Dexter zu töten. Dieser lässt seiner Schwester die freie Wahl. Debra entscheidet sich und tötet – statt ihn – LaGuerta. |           |                                 |                           |                      |                                       |                  |                                               |

## Staffel 8
Die Erstausstrahlung der achten Staffel war vom 30. Juni bis zum 22. September 2013 auf dem US-amerikanischen Kabelsender Showtime zu sehen. Die deutschsprachige Erstausstrahlung sendete der deutsche Pay-TV-Sender Sky Atlantic HD vom 19. Juni bis zum 4. September 2014.
| Nr. (ges.) | Nr. (St.) | Deutscher Titel          | Originaltitel                | Erstausstrahlung USA | Deutschsprachige Erstausstrahlung (D) | Regie            | Drehbuch                     |
| --- | --------- | ------------------------ | ---------------------------- | -------------------- | ------------------------------------- | ---------------- | ---------------------------- |
| 85 | 1         | Verloren                 | A Beautiful Day              | 30. Juni 2013        | 19. Juni 2014                         | Keith Gordon     | Scott Buck                   |
| Ein halbes Jahr nach LaGuertas Tod scheinen sich alle Probleme für Dexter gelöst zu haben. Er genießt unbeschwert sein Leben als Blutanalytiker, Vater und Serienmörder. Nur um Debra macht er sich Sorgen, da sie sich seit Wochen nicht gemeldet hat. Sie hat ihre Stelle als Lieutenant bei der Miami Metro aufgegeben und arbeitet nun als Detektivin für ein privates Unternehmen. Die freie Stelle wurde durch Angel Batista besetzt. Seine Schwester Jamie ist derweil eine Beziehung mit Quinn eingegangen, von der aber Angel nichts wissen soll. Eine Leiche wird gefunden. Ihr Schädel wurde geteilt und ein Stück des Gehirns mit einem Löffel entfernt. Für den Fall wird die Expertin für Psychopathen Evelyn Vogel als Beraterin hinzugezogen. Sie scheint zudem Interesse an den Fall des „Bay Harbor Metzgers“ und an Dexter zu haben. Debra arbeitet derweil undercover, um den Hehler und Dieb Andrew Briggs auf frischer Tat zu ertappen. Dafür lässt sie sich auf eine Affäre mit ihm ein. Allerdings gehörten die Juwelen, die Briggs gestohlen hat, der Mafia. Als Dexter erfährt, dass die Mafia einen Auftragskiller auf Briggs angesetzt hat, sieht er auch Debra in Gefahr und sucht sie und Briggs in deren Motel auf, um Debra mitzunehmen. Es kommt zum Streit, in dem Dexter Briggs tötet. Vogel eröffnet Dexter, dass sie über seine Morde und Harrys Codex Bescheid weiß. |           |                          |                              |                      |                                       |                  |                              |
| 86 | 2         | Mutter des Kodex         | Every Silver Lining          | 7. Juli 2013         | 26. Juni 2014                         | Michael C. Hall  | Manny Coto                   |
| Die Miami Metro setzt ihre Jagd nach dem Gehirnchirurgen fort, während Dr. Vogel Dexters Hilfe in Anspruch nimmt. Während eines Falls muss Debra die Sache selbst in die Hand nehmen. |           |                          |                              |                      |                                       |                  |                              |
| 87 | 3         | Buch der Psychopathen    | What’s Eating Dexter Morgan? | 14. Juli 2013        | 3. Juli 2014                          | Ernest Dickerson | Lauren Gussis                |
| Dexter setzt seine Fahndung nach dem Gehirnchirurgen fort. Dr. Vogel versucht Dexter zu beweisen, dass er ein perfekter Psychopath ist. Debras PTSD tritt ein und sie macht eine verzweifelte Bitte. |           |                          |                              |                      |                                       |                  |                              |
| 88 | 4         | Narben                   | Scar Tissue                  | 21. Juli 2013        | 10. Juli 2014                         | Stefan Schwartz  | Tim Schlattmann              |
| 89 | 5         | Familientherapie         | This Little Piggy            | 28. Juli 2013        | 17. Juli 2014                         | Romeo Tirone     | Scott Reynolds               |
| 90 | 6         | Spiegelbilder            | A Little Reflection          | 4. Aug. 2013         | 24. Juli 2014                         | John Dahl        | Jace Richdale                |
| 91 | 7         | Meister und Schüler      | Dress Code                   | 11. Aug. 2013        | 31. Juli 2014                         | Alik Sakharov    | Arika Lisanne Mittman        |
| 92 | 8         | Nachhilfestunden         | Are We There Yet?            | 18. Aug. 2013        | 7. Aug. 2014                          | Holly Dale       | Wendy West                   |
| 93 | 9         | Zwei Welten              | Make Your Own Kind of Music  | 25. Aug. 2013        | 14. Aug. 2014                         | John Dahl        | Karen Campbell               |
| 94 | 10        | Fehler der Vergangenheit | Goodbye Miami                | 8. Sep. 2013         | 21. Aug. 2014                         | Steve Shill      | Scott Reynolds               |
| 95 | 11        | Vor dem Sturm            | Monkey in a Box              | 15. Sep. 2013        | 28. Aug. 2014                         | Ernest Dickerson | Tim Schlattmann & Wendy West |
| 96 | 12        | Abschied                 | Remember the Monsters?       | 22. Sep. 2013        | 4. Sep. 2014                          | Steve Shill      | Scott Buck & Manny Coto      |